# Parc national de la Péninsule-Bruce

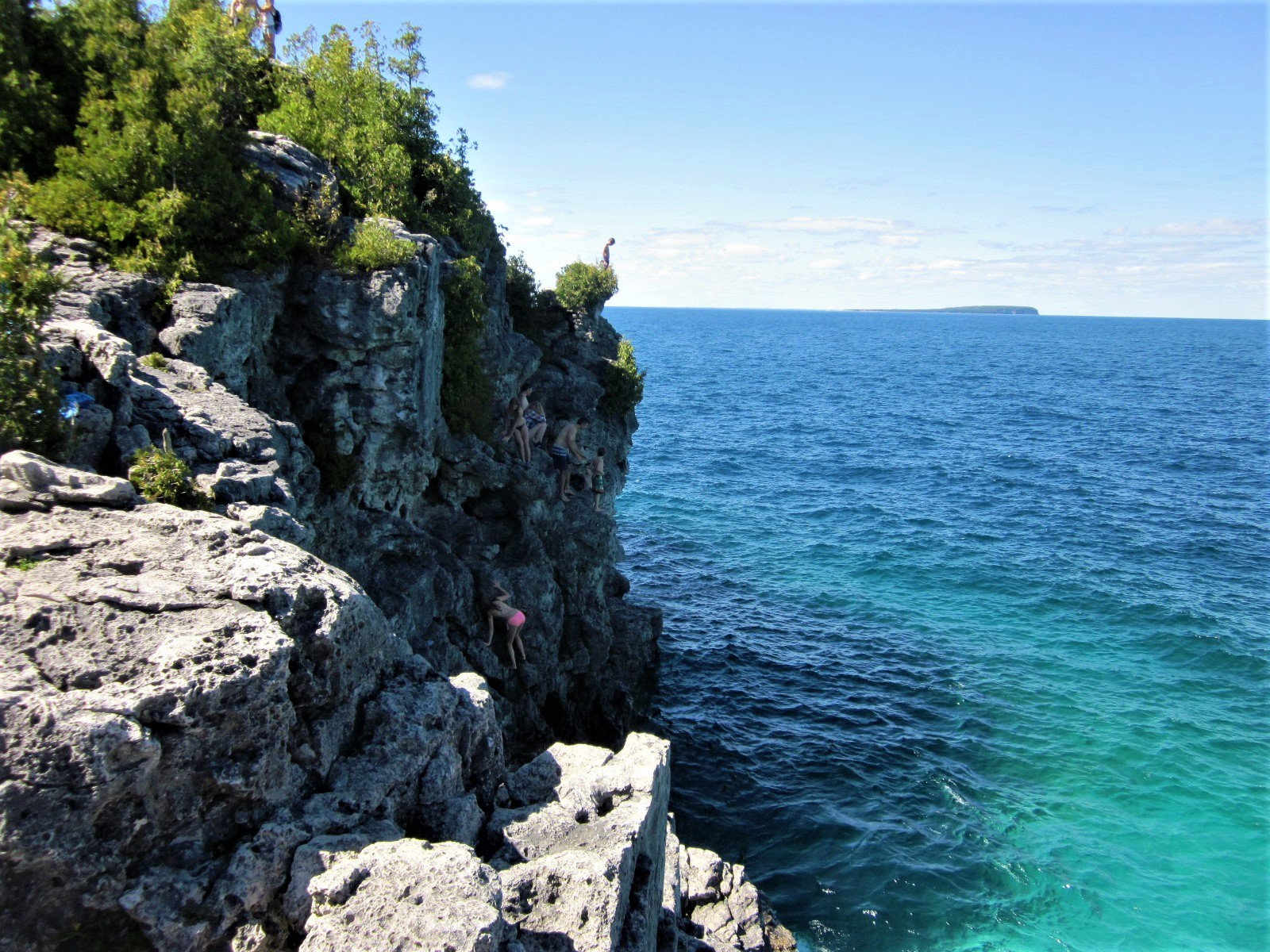
Parc national de la Péninsule-Bruce

Le parc national de la Péninsule-Bruce (anglais : Bruce Peninsula National Park) est un parc national du Canada situé dans le sud de l'Ontario sur la péninsule du même nom entre le lac Huron et la baie Georgienne. Le parc protège une partie de l'escarpement du Niagara. Il est situé près du parc marin national Fathom Five ce qui fait que ces deux parcs sont souvent visités en tandem.

## Voir Aussi
- Parcs nationaux du Canada
- Baie Georgienne